# 飛龍瀑布
飛龍瀑布位於台灣屏東縣霧台鄉隘寮北溪右岸支流，佳暮村東北方約1.8公里、人頭瀑布上游約1.7公里處，分上、下兩瀑。上瀑標高約820公尺至680公尺，為四階連瀑，落差由上至下分別約為20、20、90、10公尺、，總落差約140公尺。下瀑位於上瀑下游約130公尺處，標高約670公尺至620公尺，落差約50公尺。臺灣已故知名空拍攝影師齊柏林曾攝有此瀑布的影像紀錄。

## 解
1. ↑  根據《臺灣通用電子地圖【NLSC】》、《農航所（正射影像圖）》對照。